# Maria Brink
Maria Brink é a vocalista da banda de metalcore In This Moment. Ela formou a banda em 2005 junto com o guitarrista Chris Howorth. Nas canções, ela usa uma combinação de vocal gutural com vocal limpo.
No Revolver Golden Gods Awards 2010, ela venceu na categoria "Hottest Chick in Metal", superando as cantoras Alexia Rodriguez, Cristina Scabbia, Lacey Mosley, Lzzy Hale e Pearl Aday. O evento que anunciou os vencedores aconteceu no dia 8 de abril, no Club Nokia em Los Angeles, e foi televiosionado pela MTV2.